# Секст Кокцей Вибиан
Секст Кокцей Вибиан (на латински: Sextus Cocceius Vibianus) e сенатор на Римската империя през 204 г.

## Биография
Произлиза от фамилията Кокцеи, от която е и римския император Нерва (96 – 98). Син е на Секст Кокцей Севериан и внук на Секст Кокцей Севериан (проконсул и легат на Африка 161 и 163 г.) и Цезония.
Дъщеря му се омъжва за Квинт Аниций Фауст Павлин (легат на Долна Мизия 229 – 230 или 230 – 232 г.) и има син Секст Кокцей Аниций Фауст (проконсул на Африка 260 и 268 г.).